# Richard Jordan (director de cine)
Richard John Jordan (nacido el 23 de octubre de 1965 en Hemel Hempstead, (Reino Unido) es un director de cine y guionista británico, afincado en España desde 1999.

## Biografía
Richard Jordan nació en Hemel Hempstead (Reino Unido) en octubre de 1965 y es licenciado en Geología por la Universidad de Swansea (País de Gales). 
A los 30 años realizó su primer cortometraje, A Perfect Day for Bananafish.
Sus últimos dos cortometrajes, Marina: La Última Bala y La Nariz de Cleopatra, fueron premiados en festivales de cine por todo el mundo. Este último fue nominado a los Premios del Cine Europeo en el año 2004.
En enero del 2008 realizó el largometraje 4.000 euros en Sevilla, ciudad en que está afincado desde el año 2000.

## Filmografía
- Fuengirola, Puerto Pesquero (documental) 2019
- William Martin (cortometraje) 2017
- 4.000 euros 2008
- Marina: La Última Bala (cortometraje) 2005
- La Nariz de Cleopatra (cortometraje) 2003
- 04:24:36 (cortometraje) 2001
- El Puente (cortometraje) 2001
- Carmelo y Yo 1999
- When All the Soldiers Come Marching Home (cortometraje) 1998
- Anyplace But Here (cortometraje) 1997
- A Perfect Day for Bananafish (cortometraje) 1996